# Aeroportul Ghriss
Aeroportul Ghriss (IATA: MUW, ICAO: DAOV) este un aeroport din Ghriss, Districtul Ghriss, Provincia Mascara, Algeria ce deservește zona Mascara, Algeria.
Situat la o altitudine de 514 m, aeroportul dispune de o singură pistă.